# 小行星1360
小行星1360（1360 Tarka）是一颗围绕太阳公转的小行星。1935年7月22日，西里爾·傑克遜在约翰内斯堡发现了此天体。
該小行星以南非川斯凱酋長塔爾卡（Tarka）命名。
这颗小行星的绝对星等为287.77517等。